# Hylaeus formosus
Hylaeus formosus là một loài Hymenoptera trong họ Colletidae. Loài này được Krombein mô tả khoa học năm 1953.